# ЯRUS
ЯRUS — российская социальная сеть, разрабатывавшаяся в Санкт-Петербурге компанией «Ай Ти Сервис» в период с 2019 по 2023 год. В марте 2022 года приложение ЯRUS входило в первую десятку рейтинга самых скачиваемых социальных сетей в России. На платформе можно было создавать свой профиль, публиковать посты с фото-, видео-, аудиоматериалами, метками времени и геопозицией; выбор интересов в профиле позволял найти единомышленников и фильтровал предлагаемый пользователю новостной контент. По информации центра «Досье» Михаила Ходорковского, ЯRus создавалась на деньги основателя ЧВК «Вагнер» Евгения Пригожина.

## Разработка
Разработка платформы ЯRUS не имела истории длительного планирования, социальная сеть была создана на базе уже сформированных механизмов для аналитики YouTube и других ресурсов. Изначально эти сервисы разрабатывались для предыдущего проекта сооснователя платформы Дмитрия Илюхина, который оказывал услуги оптимизации процессов для микробизнеса в Нижнем Новгороде.
В 2020 году команда приняла решение перебазироваться в Санкт-Петербург, и уже после этого началась работа непосредственно над социальной сетью. Предварительное развитие базовых сервисов при помощи искусственного интеллекта позволило собрать первую рабочую версию ЯRUS всего за несколько месяцев к январю 2021 года.
Пользователи активно занялись тестированием новой платформы, несмотря на множество изначальных недостатков и ошибок, разработчики регулярно решали выявленные проблемы, расширяли функционал проекта и оптимизировали доступ для устройств под управлением IOS и Android.
9 февраля 2021 года приложение было размещено в AppStore от лица компании «AI TI SERVIS, OOO», которая также занималась разработкой социальной сети look.li.
21 марта 2021 года при добавлении в Google Play в качестве разработчика уже была указана компания «AO Dialog».
Также ЯRUS устанавливался из RuMarket, NashStore и RuStore. Пользоваться социальной сетью можно было и через web-версию.

## Особенности
Социальная сеть ЯRUS создавалась для пользователей из России, но позднее разработчики задумались о расширении географии.
Основным «ноу-хау» ЯRUS сооснователь проекта Дмитрий Илюхин называл «персональные ярусы» — возможность настройки получаемого контента по интересам. Благодаря встроенным сервисам анализа информации платформа совмещала в себе тексты, видео, аудиоматериалы из более 10 000 источников и предлагала их пользователям, в соответствии с их приоритетами.
В 2022 г. соцсеть возглавил менеджер из «Газпромнефти» Иван Добровольский.
Авторы контента в социальной сети вели блоги и монетизировали их при помощи «Монеток ЯRUS». При этом не требовалось обязательного вложения реальных денежных средств, пользователи получали по пять «монеток» ежедневно бесплатно и могли поддерживать ими авторов или оценивать публикации. Создатели контента выводили «монетки» из сервиса в денежный эквивалент. Первым заработал миллион рублей в ЯRUS свердловский приют для животных «Хвостатое счастье».
На платформе публиковалась афиша платных и бесплатных событий из городов России с возможностью настройки фильтров для личного или семейного досуга.
В разработке находился подпроект «ЯRus.Дети» с аудио- и видеоматериалами, подходящими для младшей аудитории.

## Закрытие
16 июня 2023 года социальная сеть насчитывала уже 12 миллионов зарегистрированных пользователей, однако менее чем через месяц работа проекта была приостановлена «в связи с поиском новых инвесторов». А 30 июня 2023 года серверы ЯRUS были полностью отключены.